# 양자언
양자언(중국어 정체자: 楊迦恩, 병음: Yáng Jīa’ēn, 한자음: 양가은, Scott Yang, 1993년 8월 5일 ~)은 대만의 배우이다.